# Auguste Laurent

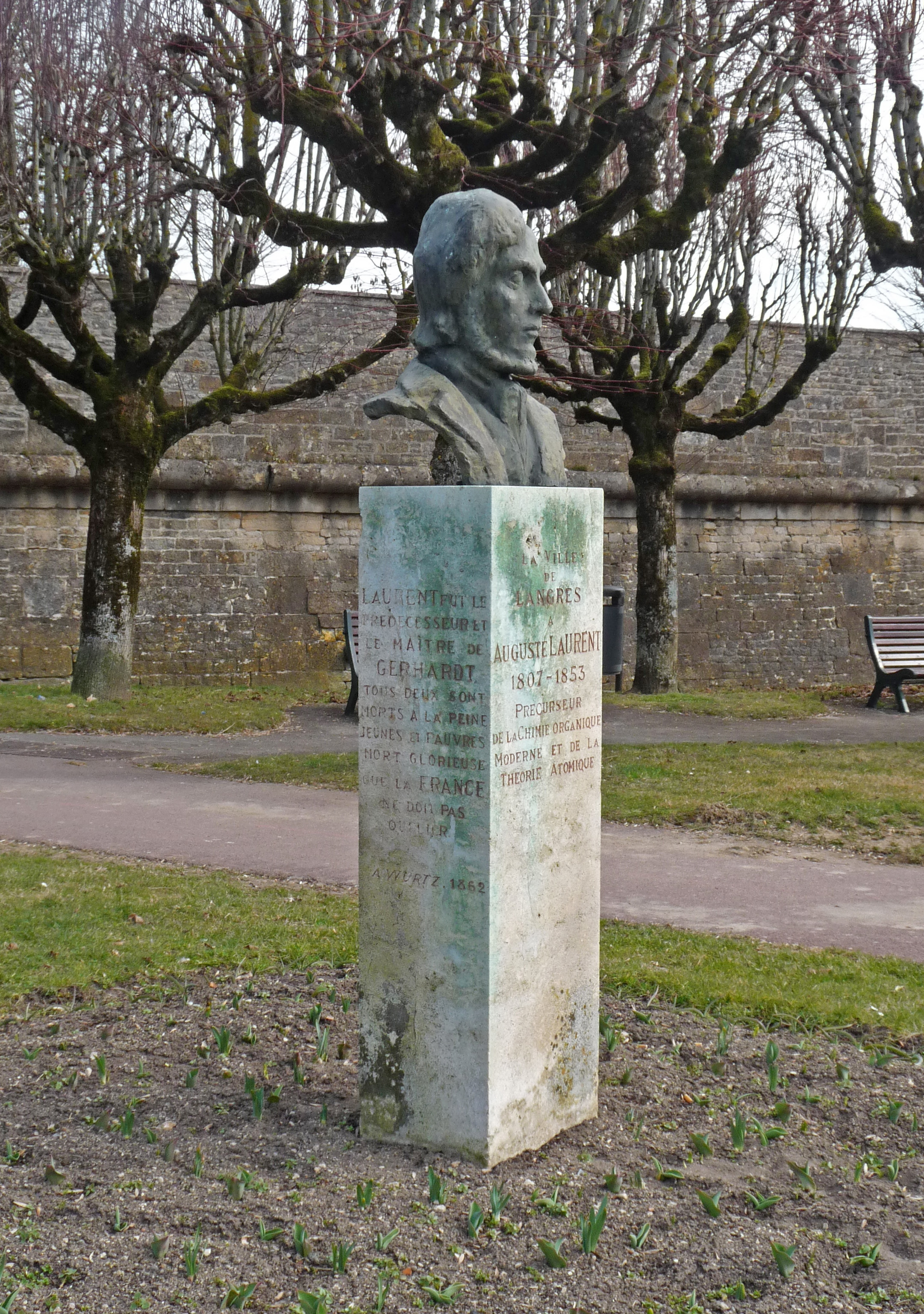
Auguste Laurent

Augusto Laurent (14 de noviembre de 1807 - 23 de abril de 1853) fue un químico francés que descubrió el antraceno, el ácido ftálico, e identificó el ácido carbólico.
Ideó una nomenclatura sistemática para la química orgánica basada en la agrupación estructural de átomos en las moléculas, para determinar cómo se combinan las moléculas en las reacciones orgánicas. Fue alumno de Jean-Baptiste Dumas y trabajó con Charles Frédéric Gerhardt.
- Datos: Q766718
- Multimedia: Auguste Laurent / Q766718